# Poor Man's Poison
 (mars 2024).
Poor Man's Poison est un groupe folk américain d'Hanford, en Californie. Le groupe est formé en 2009 ; après une pause en 2014, ils se rejoignent en 2019, en se concentrant cette fois sur la réalisation de singles en studio plutôt que dans la production d'albums ou de performances live. 
Surtout défini par leurs sons acoustiques, ils sont catégorisés dans plusieurs genres, comme le folk, country, rock et pop ; le bassiste Dustin Medeiros déclare qu'ils « ne peuvent être mis dans une seule catégorie ». 

## Histoire
Ryan Hakker et Dustin Medeiros sont amis depuis le collège, et connaissent tous deux Tommy McCarthy depuis la même période. Leur premier groupe est nommé Done For Good (« Fait pour de Bon ») ; Hakker est chanteur, Medeiros batteur et McCarthy guitariste. Done For Good met fin à ses activités après la réalisation d'un seul album, en raison du développement par Medeiros d'un acouphène permanent, ce qui le rend incapable de jouer de la batterie ou « n'importe quelle musique forte ». Hakker, Medeiros et McCarthy, rejoints par le guitariste Mike Jacobs, qui connait Hakker et Medeiros depuis le lycée et qui a déjà travaillé avec Hakker dans un ancien groupe, forment alors Poor Man's Poison en 2009. McCarthy adopte la mandoline et Medeiros la double basse.  
Ils réalisent trois albums en studio et un album live au Fox Theatre à Hanford entre 2009 et 2014, avant de se séparer temporairement. Quand le groupe se reforme en 2019, ils décident de se concentrer sur la réalisation de singles plutôt que d'albums complets, en raison de leur succès sur des plateformes de streaming. 
En septembre 2012, Poor Man's Poison gagne le prix « Meilleur nouveauté en musique country » au Country Showdown à Nashville. Ils ont aussi joué à Guantanamo Bay pour les troupes militaires américaines et en première partie de Charlie Daniels. 
Commencé en 2021, leur projet secondaire intitulé Dr. Villain, mené par Dustin Medeiros et Ryan Hakker, donne lieu à un premier single, This is the End. En novembre 2023, Dr. Villain donne naissance à trois musiques dans l'album EP Welcome to the Show.

## Discographie

### Albums studios
- Poor Man's Poison (2009)
- Friends with the Enemy (2011)
- Providence (2014)

### EPs
- In the End (2019)
- The Great Big Lie (2023)

### Albums live
- Live at the Fox (2012)

### Singles
- Hell's Coming With Me (2019)
- Let Us All Down (2020)
- Feed the Machine (2020)
- Every Day is Exactly the Same (2021)